# Margarethe von Trotta

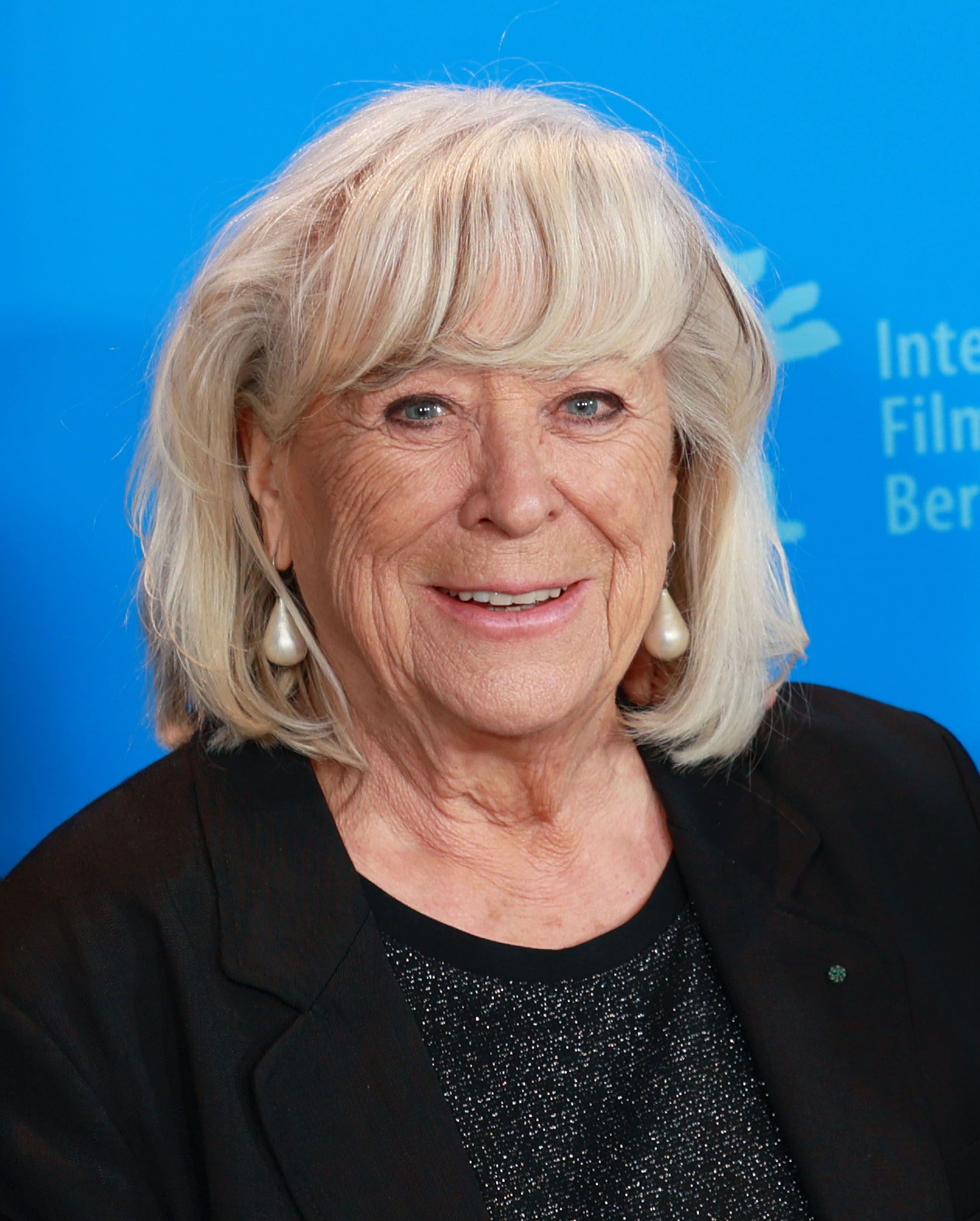
Margarethe von Trotta bei der Berlinale 2023

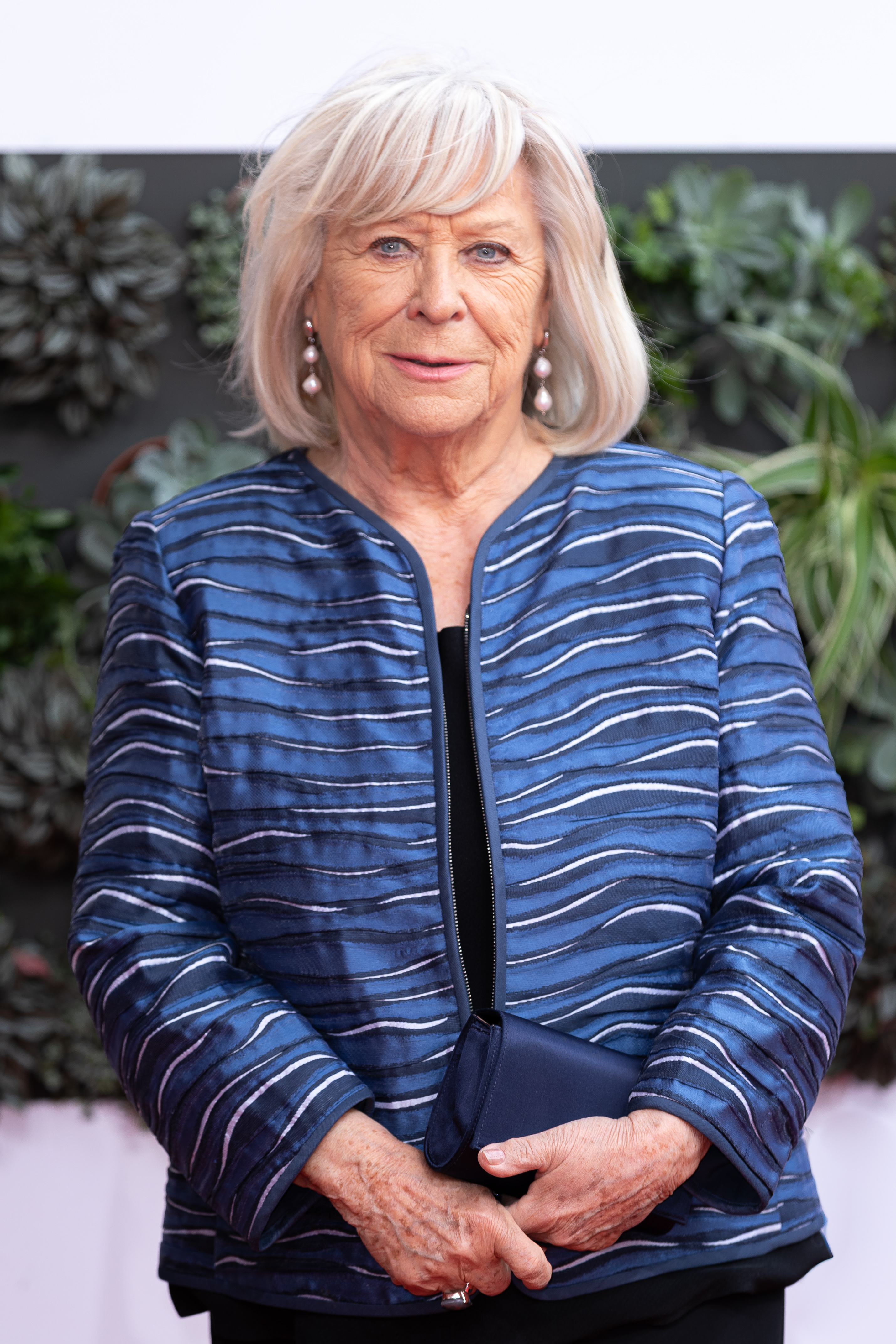
Margarethe von Trotta, 2019

Margarethe von Trotta (* 21. Februar 1942 in Berlin) ist eine deutsche Schauspielerin, Regisseurin und Drehbuchautorin.

## Leben

### Kindheit und Jugend
Als Staatenlose verbrachte Margarethe von Trotta ihre Kindheit und Jugend mit ihrer Mutter Elisabeth von Trotta, Nachfahrin eines deutsch-baltischen Adelsgeschlechtes, in Düsseldorf. Ihr Vater ist der Maler und Illustrator Alfred Roloff. Nach bestandener Mittlerer Reife besuchte sie zwei Jahre lang die Höhere Handelsschule und arbeitete danach in einem Büro.

### Karriere
Ihre ersten Filmerfahrungen sammelte sie Ende der 1950er-Jahre anlässlich eines Paris-Aufenthalts. Das Abitur holte sie 1960 am Theodor-Fliedner-Gymnasium in Düsseldorf-Kaiserswerth nach und begann anschließend in Düsseldorf ein Kunststudium. Sie wechselte nach München, um dort Germanistik und Romanistik zu studieren. Auch dieses Studium brach sie ab, um an einer Schauspielschule in München Unterricht nehmen zu können. 1964 hatte sie ihren ersten größeren Auftritt in Dinkelsbühl.
Nach Auftritten in Stuttgart spielte sie 1969/1970 am Kleinen Theater am Zoo in Frankfurt am Main. Ab 1968 wirkte sie als Schauspielerin nur noch in Filmen, etwa von Volker Schlöndorff und Eberhard Hauff.  In dieser Zeit übernahm sie auch Rollen in vier Filmen von Rainer Werner Fassbinder. Seit 1977 führt sie selbst Regie und hat Drehbücher geschrieben.

### Engagement
1978 klagte sie gemeinsam mit Alice Schwarzer, Erika Pluhar, Inge Meysel und vier weiteren Frauen erfolglos gegen die ihrer Meinung nach sexistischen Titelbilder des Boulevardmagazins Stern. Zwar wurde dieser Prozess verloren, dennoch gilt er als populärer Beginn im Kampf gegen Pornografie und Frauenfeindlichkeit. Mit ihrem Film Die bleierne Zeit erregte „erstmals der Film einer Frau die Internationale Aufmerksamkeit“, indem er bei den Filmfestspielen in Venedig 1981 den Goldenen Löwen gewann.

### Persönliches
Durch ihre Eheschließung mit dem Verlagslektor Jürgen Moeller erhielt sie 1964 die deutsche Staatsbürgerschaft. Aus dieser Ehe, die 1969 geschieden wurde, stammt ihr 1965 geborener Sohn, der Historiker und Regisseur Felix Moeller. Von 1971 bis 1991 war sie mit dem Regisseur Volker Schlöndorff verheiratet. Nach dem Tod ihrer Mutter erfuhr sie von der Existenz einer 15 Jahre älteren Halbschwester. Margarethe von Trotta lebte nach ihrer Trennung von Volker Schlöndorff zunächst in Italien und heute in Paris und München.

## Filmografie

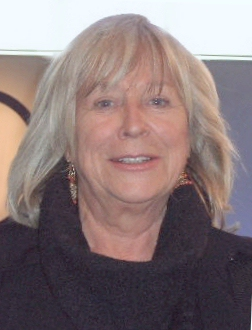
Margarethe von Trotta (2007)

### Darstellerin
- 1967: Tränen trocknet der Wind…
- 1968: Spielst du mit schrägen Vögeln
- 1969: Brandstifter (TV)
- 1969: Baal (TV)
- 1969: Drücker (TV)
- 1970: Götter der Pest
- 1970: Hauptbahnhof München – Inspektor a. D. Kaminski und das hinderliche Kind (TV-Serie)
- 1970: Der Kommissar – Die kleine Schubelik
- 1970: Der amerikanische Soldat
- 1970: Warnung vor einer heiligen Nutte
- 1970: Der plötzliche Reichtum der armen Leute von Kombach (auch Co-Drehbuch)
- 1971: Paul Esbeck (TV)
- 1971: Der Kommissar – Tod eines Ladenbesitzers
- 1972: Die Moral der Ruth Halbfass (auch Regie-Assistenz)
- 1972: Der Fall von nebenan – Alkoholiker
- 1972: Strohfeuer (auch Co-Drehbuch)
- 1973: Desaster (TV)
- 1973: Ein Fall für Männdli – Die Verrückte
- 1973: Der Kommissar – Sonderbare Vorfälle im Hause von Professor S.
- 1973: Übernachtung in Tirol (TV)
- 1974: Motiv Liebe – Wochenende mit Waltraut
- 1974: Phantastische Novellen – Einladung zur Jagd (TV-Serie)
- 1974: Georginas Gründe (TV)
- 1974: Das Andechser Gefühl
- 1975: Die Atlantikschwimmer
- 1976: Der Fangschuß (auch Co-Drehbuch)
- 1976: Unter einem Dach – Zeuge der Anklage
- 1976: Bierkampf (TV)
- 1984: Blaubart (TV)

### Regie und Drehbuch
- 1975: Die verlorene Ehre der Katharina Blum (Co-Regie und Co-Drehbuch)
- 1978: Das zweite Erwachen der Christa Klages (Co-Drehbuch)
- 1979: Schwestern oder Die Balance des Glücks
- 1981: Die bleierne Zeit
- 1983: Heller Wahn
- 1986: Rosa Luxemburg
- 1987: Felix. 3. Episode: Eva
- 1988: Fürchten und Lieben
- 1990: Die Rückkehr (L’Africana)
- 1993: Zeit des Zorns (Il lungo silenzio)
- 1994: Das Versprechen
- 1997: Winterkind (TV)
- 1999: Mit fünfzig küssen Männer anders (TV)
- 1999: Dunkle Tage (TV)
- 2000: Jahrestage. Aus dem Leben von Gesine Cressphal (Fernsehfilm, 4 Teile)
- 2003: Rosenstraße
- 2004: Die andere Frau (TV)
- 2006: Ich bin die Andere
- 2007: Tatort: Unter uns
- 2009: Vision – Aus dem Leben der Hildegard von Bingen
- 2010: Die Schwester (Fernsehfilm)
- 2012: Hannah Arendt
- 2015: Die abhandene Welt
- 2017: Forget About Nick
- 2018: Auf der Suche nach Ingmar Bergman
- 2023: Ingeborg Bachmann – Reise in die Wüste

## Auszeichnungen

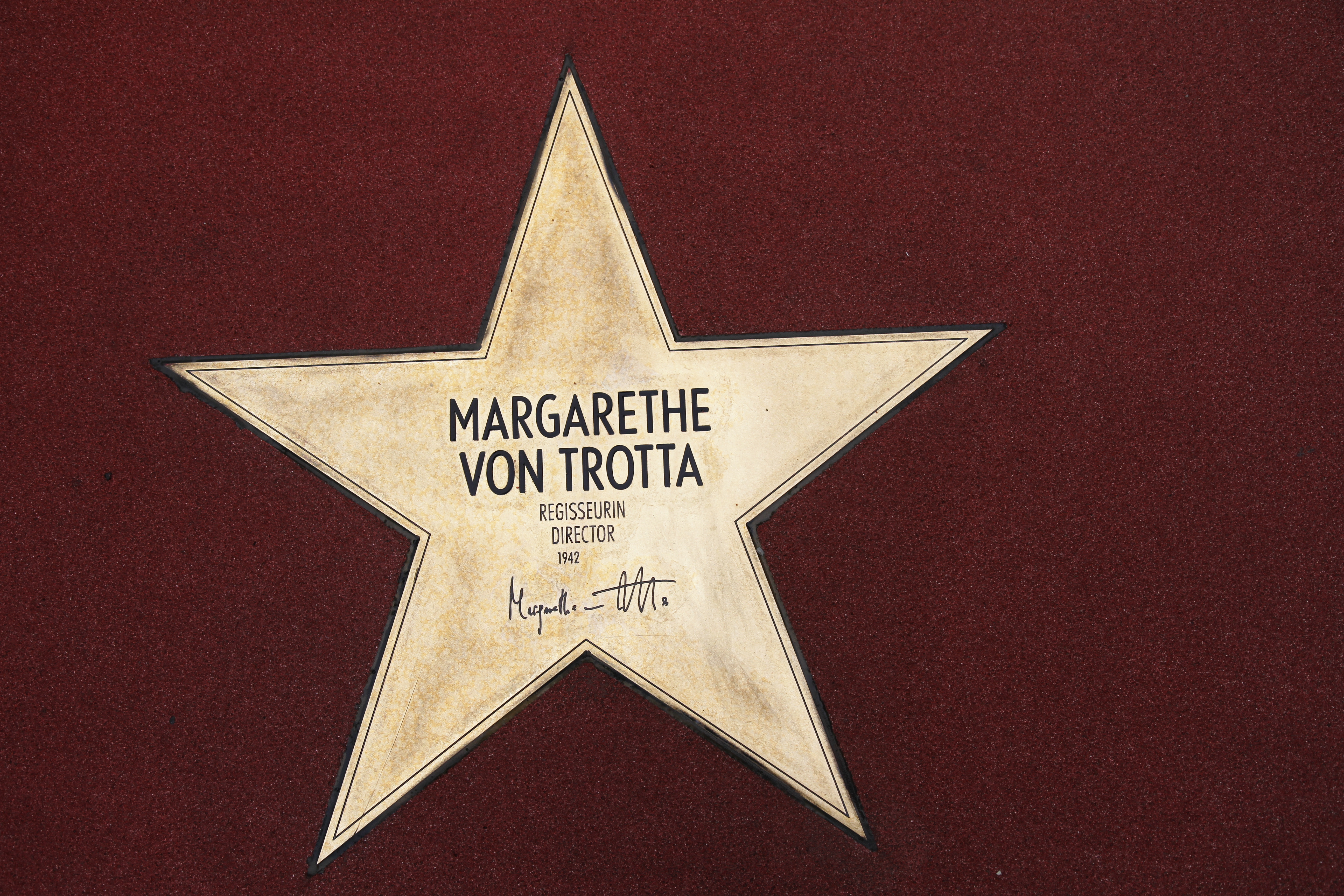
Stern von Margarethe von Trotta auf dem Boulevard der Stars in Berlin (2011)

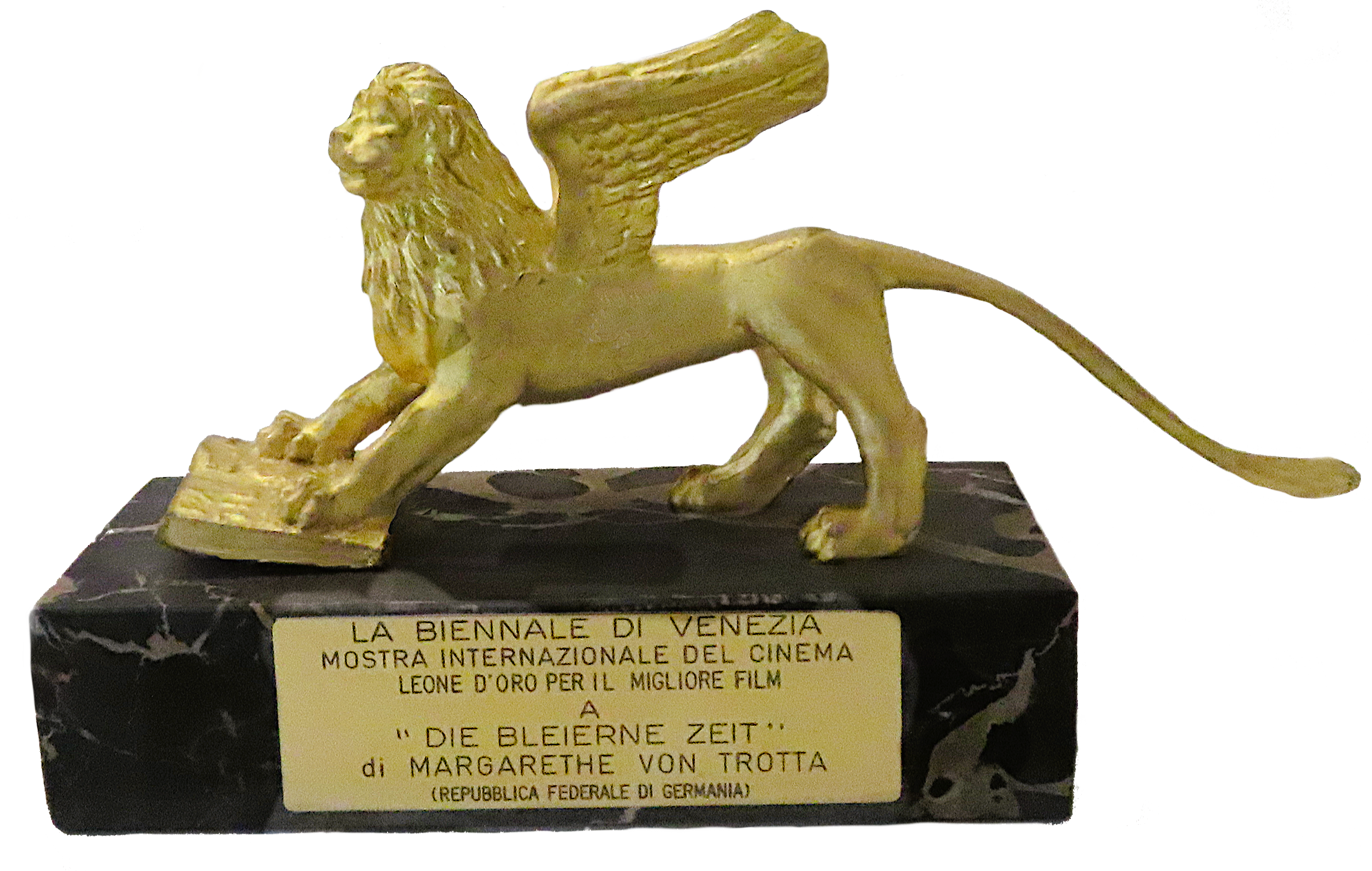
Goldener Löwe (Leone d’Oro) 1981 für Margarethe von Trottas Film Die Bleierne Zeit

Von Trotta ist Mitglied der Europäischen Filmakademie, der Deutschen Filmakademie, der Akademie der Künste Berlin, Chevalier des Ordre des Arts et des Lettres, Offizier der Ehrenlegion. Im Wintersemester 2013/14 übernahm Margarethe von Trotta die Mercatorprofessur an der Universität Duisburg-Essen.
- 1972: Deutscher Kritikerpreis für Strohfeuer
- 1973: Prix Femina beim Festival international du film indépendant de Bruxelles für Strohfeuer
- 1974: Preis der Werktätigen der CSSR für Strohfeuer
- 1975: OCIC-Preis und CEC-Preis beim Filmfestival San Sebastian für Die verlorene Ehre der Katharina Blum
- 1978: Otto-Dibelius-Filmpreis der Interfilm bei den Internationalen Filmfestspielen Berlin für Das zweite Erwachen der Christa Klages
- 1978: Filmband in Silber (Produktion) für Das zweite Erwachen der Christa Klages
- 1981: 1. Preis beim Internationalen Filmfestival von Sceaux für Schwestern
- 1981: Großer Preis beim Internationalen Filmfestival von Hyères für Schwestern
- 1981: Preis der deutschen Filmkritik
- 1981: Leone d’oro (Goldener Löwe), FIPRESCI-Preis, OCIC-Preis, Preis der Zeitschrift „Cinema Nuovo“, Preis der italienischen Nationalbank, Regie-Preis bei den Internationalen Filmfestspielen von Venedig für Die bleierne Zeit
- 1981: Kritikerpreis beim Valladolid International Film Festival für Die bleierne Zeit
- 1981: Goldener Hugo beim Chicago International Film Festival für Die bleierne Zeit
- 1982: David di Donatello in Rom (Beste ausländische Regie) für Die bleierne Zeit
- 1982: Bundesfilmpreis Filmband in Gold für Die bleierne Zeit
- 1982: Kritikerpreis für Die bleierne Zeit
- 1984: DDR-Kritikerpreis für Die bleierne Zeit
- 1986: Ehrenpreis beim Internationalen Filmfestival Karlovy Vary für Rosa Luxemburg
- 1986: Filmband in Gold (Produktion) für Rosa Luxemburg
- 1986: Gilde-Filmpreis für Rosa Luxemburg
- 1987: DDR-Kritikerpreis für Rosa Luxemburg
- 1993: Grand Prix du Public beim World Film Festival für Zeit des Zorns
- 1995: Bayerischer Filmpreis (Regie) für Das Versprechen
- 1998: Bundesverdienstkreuz 1. Klasse
- 2000: Goldene Kamera
- 2003: David di Donatello für Rosenstraße
- 2004: Ehrenpreis des Hessischen Ministerpräsidenten für besondere Leistungen im Film- und TV-Bereich
- 2010: Stern auf dem Boulevard der Stars in Berlin
- 2012: Leo-Baeck-Medaille
- 2013: Ehrenpreis des Bayerischen Ministerpräsidenten für das Lebenswerk anlässlich des Bayerischen Filmpreises 2012
- 2013: Herbert-Strate-Preis
- 2017: Helmut-Käutner-Preis
- 2018: Theodor-W.-Adorno-Preis der Stadt Frankfurt am Main
- 2018: Deutscher Regiepreis Metropolis – Ehrenpreis der VG Bildkunst für das Lebenswerk[8]
- 2019: Ehrenpreis des Deutschen Filmpreises 2019[9][10]
- 2022: Europäischer Filmpreis für das Lebenswerk[11]